# Балка Кошовата
Балка Кошовата, Кошувата — річка в Україні, у Кам'янському районі Дніпропетровської області. Ліва притока Базавлука (басейн Дніпра).

## Опис
Довжина річки 16 км, похил річки — 2,5 м/км. Площа басейну 126 км². Місцями пересихає.

## Розташування
Бере початок на північно-східній околиці Вітрівки. Тече переважно на південний захід через Червоне, Смоленку, Благодатне і впадає у річку Базавлук, праву притоку Дніпра.